# Jacksonville (Alabama)
Jacksonville és una ciutat del Comtat de Calhoun a l'estat d'Alabama (Estats Units d'Amèrica).

## Demografia
Segons el cens del 2000, Jacksonville tenia 8.404 habitants, 3.274 habitatges, i 1.735 famílies. La densitat de població era de 393,3 habitants/km².
Dels 3.274 habitatges en un 23% hi vivien nens de menys de 18 anys, en un 39,7% hi vivien parelles casades, en un 11% dones solteres, i en un 47% no eren unitats familiars. En el 34,9% dels habitatges hi vivien persones soles el 8,8% de les quals corresponia a persones de 65 anys o més que vivien soles. El nombre mitjà de persones vivint en cada habitatge era de 2,16 i el nombre mitjà de persones que vivien en cada família era de 2,85.
Per edats la població es repartia de la següent manera: un 16,6% tenia menys de 18 anys, un 31,4% entre 18 i 24, un 21,4% entre 25 i 44, un 18,5% de 45 a 60 i un 12% 65 anys o més.
L'edat mediana era de 26 anys. Per cada 100 dones hi havia 89,2 homes. Per cada 100 dones de 18 o més anys hi havia 86,6 homes.
La renda mediana per habitatge era de 23.726 $ i la renda mediana per família de 48.137 $. Els homes tenien una renda mediana de 32.351 $ mentre que les dones 22.534 $. La renda per capita de la població era de 16.035 $. Aproximadament el 13% de les famílies i el 24,9% de la població estaven per davall del llindar de pobresa.

## Poblacions properes
El següent diagrama mostra les poblacions més properes.